# Alfredo Ahnert
Alfredo Ahnert, właściwie Alfredo Ahnert García (ur. 17 lipca 19?? roku w Torreón) – meksykański aktor telewizyjny niemieckiego pochodzenia.

## Życiorys
Od dziecka był pewny, że chce zostać aktorem. W realizacji marzeń miały mu pomóc studia aktorskie Centro de Educación Artística (CEA) w rodzinnym mieście. W trakcie nauki wyjechał do Londynu, gdzie ukończył edukację artystyczną w Londyńskim Centrum Aktorstwa. Po powrocie do Meksyku, zadebiutował w telenoweli Televisa Paloma (Preciosa, 1998). Następnie przyszedł czas na większą rolę Luisa Fernando "Fhera" w telenoweli Televisa Primer amor... a mil por hora (2000–2001). W 2002 roku przeszedł do kolumbijskiego Telemundo, by zagrać w telenowelach: Daniela (2002) w roli Carlosa Torriciasa, Kobieta w lustrze (La Mujer en el espejo, 2004–2005) jako lekkoduch Charlie, Miłość na sprzedaż (Amores de mercado, 2006) jako Irineo, Sin Vergüenza (2006) jako Max, Decyzje (Decisiones, 2007) w roli Daniela oraz Córka Mariachi (La Hija del Mariachi, 2007) jako Rubén. Debiutował na kinowym ekranie jako Zubieta w filmie Fuera del Cielo (2006). W 2008 roku przeszedł do konkurencyjnego RCN i rozpoczął zdjęcia do serialu El penultimo beso.